# (11720) Horodyskyj
(11720) Horodyskyj est un astéroïde de la ceinture principale.

## Description
(11720) Horodyskyj est un astéroïde de la ceinture principale. Il fut découvert le 21 avril 1998 à Socorro (Nouveau-Mexique) par le projet LINEAR. Il présente une orbite caractérisée par un demi-grand axe de 2,56 UA, une excentricité de 0,05 et une inclinaison de 5,4° par rapport à l'écliptique.

## Compléments